# Kaple svatého Vavřince (Litoměřice)
Kaple svatého Vavřince v Litoměřicích je privátním oratoriem v biskupské rezidenci – reprezentačním sídle litoměřických biskupů východně od chóru katedrály sv. Štěpána na Dómském pahorku v Litoměřicích. Kaple je s katedrálou spojena krytým mostem, takže je možné přejít z kruchty kaple do oratoře katedrály. Kaple není běžně přístupná veřejnosti. Je chráněna spolu s celou biskupskou rezidencí jako kulturní památka České republiky.

## Historie
Kapli, která je součástí litoměřické biskupské rezidence, nechal postavit biskup Jaroslav Ignác hrabě ze Šternberku podle plánů stavitele Giulia Broggia v letech 1683–1701. Nachází se v jejím západním křídle. Je vysoká a zasahuje dvě patra budovy.
Na konci 60. let 20. století byla iluzivní architektura na stěnách kaple poničena zásahem tehdejších „malířů“ (stěny byly přetřeny šedou barvou).
V letech 1968–1974 v této kapli uděloval litoměřický biskup kardinál Štěpán Trochta několikrát kněžská svěcení. Mezi svěcenci byl i pozdější pražský arcibiskup a kardinál Dominik Duka.
Od roku 2009 procházela kaple restaurátorskými pracemi, které provedly akademické malířky Eva Votočková a Anna Svobodová. Byla také odstraněna přemalba z 60. let 20. století. Restaurování štuků provedl akademický sochař Jiří Živný s dalšími spolupracovníky. Dne 29. dubna 2013 zrenovovanou kapli představil litoměřický biskup Jan Baxant veřejnosti.

## Architektura

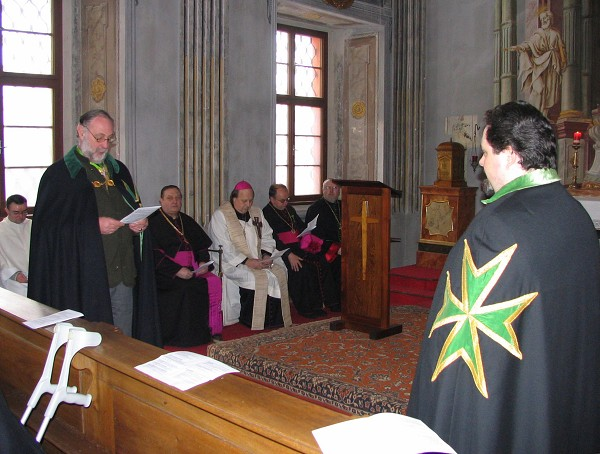
Interiér kaple svatého Vavřince (Jan J. Dobrzenský v uniformě během řádové ceremonie jmenuje M. Šantina velitelem severočeské delegace řádu sv. Lazara, sedící biskup P. Posád a kanovníci, 2005)

Nynější podoba kaple sv. Vavřince vznikla pravděpodobně v závěru 18. století. Tehdy došlo k dozdění oken a dveří a interiér byl nově vymalován, na východní stěně vznikl iluzivní oltář a stěny kaple byly pokryty iluzivní architektonickou výmalbou ve světlých tónech se sloupy a sochami apoštolů patrně od F. Kutschery z roku 1784. Stěny kaple jsou opatřeny pilastry a štukovými doplňky, které také zdobí strop s nástropní malbou s vyobrazení jáhna sv. Vavřince datovaný letopočtem 1692. Původní oltářní obraz titulárního světce sv. Vavřince, který byl připisován malíři Kryštofu Vilému Tietzovi, byl údajně již ve 20. letech 20. století v havarijním stavu a nyní je nezvěstný. Místo něj je dnes oltář osazen obrazem sv. Vavřince neznámé provenience
V kapli ve výklenku se nachází obraz Madony od J. Peschkeho z Lovosic († 1839). Obraz sv. Vojtěcha při oltáři protilehlé straně je bývá připisován K. Škrétovi.